# Australian Saddleback Tumbler
L'Australian Saddleback Tumbler est une race de pigeon domestique originaire d'Australie. C'est un pigeon de vol non reconnu par la Commission européenne des standards pigeons (CESP).

## Origine
Créée en Australie, la race est officiellement reconnue dans son pays d'origine en 1917. Son nom anglais Saddleback vient de son plumage formant une marque bien distinctive sur son dos (back) ayant la forme d'une selle (saddle). Tumbler est le nom anglais donné à certains pigeons de vol comme les culbutants et les haut-volants. La race n'est pas reconnue par la CESP mais elle est classée dans le groupe des pigeons de vol par la National Pigeon Association américaine.

## Description
C'est un oiseau de taille moyenne aux pattes pattues (recouvertes de plumes). Son apparence élégante en fait un oiseau d'ornement. Peu connue en dehors de l'Australie, elle y est principalement élevée pour les concours et expositions.